# Mark Rajevski
Mark Rajevski (* 29. März 1990 in Tallinn) ist ein estnischer Eishockeytorhüter, der seit 2014 bei Trelleborgs IF in der schwedischen Division 3 unter Vertrag steht. Sein Bruder Jan Rajevski ist ebenfalls estnischer Eishockeynationalspieler.

## Karriere
Mark Rajevski begann seine Karriere als Eishockeytorhüter in seiner Heimatstadt Tallinn beim dortigen HK Vipers. Nach einem Jahr in der Nachwuchsabteilung des lettischen Spitzenklubs HK Liepājas Metalurgs wechselte er 2006 zu den Tallinna Eagles, für die er in der estnischen Eishockeyliga debütierte. Im Folgejahr wurde er von der neugegründeten Profimannschaft der Tartu Big Diamonds verpflichtet, mit der er in der lettischen Eishockeyliga spielte und im April 2008 den estnischen Superpokal durch einen 4:2-Erfolg gegen den estnischen Meister Tartu Kalev-Välk gewann. Die Big Diamonds wurden jedoch nach der Saison aus finanziellen Gründen aufgelöst und Rajevski wagte den Sprung über den Großen Teich nach Nordamerika, wo er bei den Minnesota Wildcats und den Brock Bucks im Kasten stand. 2010 wurde er in das All-Star-Team der kanadischen Juniorenliga GMHL berufen, in der er mit den Bucks spielte. 2010 kehrte er nach Europa zurück und schloss sich dem Varberg HK an, bei dem bereits sein Bruder Jan unter Vertrag stand. Mit dem Team von der Kattegatküste stieg er 2011 in die Division 2, die vierthöchste Spielklasse des Landes auf. Nach dem erneuten Aufstieg, nun in die Division 1, verließ er 2014 Varberg und wechselte zum Trelleborgs IF in die Division 3.

### International
Für Estland nahm Rajevski im Juniorenbereich an den U18-Weltmeisterschaften der Division II 2005, 2006 und 2008 sowie den U20-Weltmeisterschaften der Division I 2007 und der Division II 2006 und 2008 teil.
Im Seniorenbereich stand Kolossov bei den Weltmeisterschaften der Division I 2007 und 2008 sowie der Division II 2010, als er mit der besten Fangquote und der geringsten Gegentorquote pro Spiel zum besten Torhüter des Turniers gewählt wurde, und 2014, als er ebenfalls die geringste Gegentorquote pro Spiel erreichte, im Kasten des Teams aus dem Baltikum.

## Erfolge und Auszeichnungen
- 2006 Aufstieg in die Division I bei der U20-Weltmeisterschaft der Division II, Gruppe B
- 2008 Aufstieg in die Division I bei der U20-Weltmeisterschaft der Division II, Gruppe B
- 2008 Estnischer Superpokalsieger mit den Tartu Big Diamonds
- 2010 Berufung in das All-Star-Team der GMHL
- 2010 Aufstieg in die Division I bei der Weltmeisterschaft der Division II, Gruppe B
- 2010 Bester Torhüter, geringste Gegentorquote pro Spiel und beste Fangquote bei der Eishockey-Weltmeisterschaft der Division II, Gruppe B
- 2011 Aufstieg in die schwedische Division 2 mit dem Varberg HK
- 2014 Aufstieg in die Division I, Gruppe B, bei der Weltmeisterschaft der Division II, Gruppe A
- 2014 Geringste Gegentorquote pro Spiel bei der Eishockey-Weltmeisterschaft der Division II, Gruppe A
- 2014 Aufstieg in die schwedische Division 1 mit dem Varberg HK